# Жак Вилньов
Жак Вилньов (на френски: Jacques Joseph Charles Villeneuve) е канадски пилот от Формула 1, световен шампион за 1997 г.
Роден е в Сен-Жан-сюр Ришельо, областта Квебек, Канада на 9 април 1971 г. Син е на известния пилот от миналото Жил Вилньов, загинал по време на тренировките за Гран При на Белгия на пистата Золдер през 1982 г. През сезон 2005 се състезава за швейцарския тим Заубер. Живее в Монако. Сгоден е за Ели Грийн, която от своя страна има успешна кариера като балерина.

## Състезателна дейност
Въпреки фаталния инцидент на баща си, Жак скоро тръгва по неговия път и през 1985 г. прави първите си стъпки в картинга на пистата Имола в карт с мощност от 100 к.с. Този първи опит дава ясни индикации, че Жак е наследил много от именития си баща.
- 1988 — прави дебют в италианската Алфа Туринг Къп
- 1989 – 1991 — се състезава във Формула 3 в Италия
- 1992 — премества се във Формула 3 в Япония заедно с Крейг Полок, който поема ролята на негов мениджър; там взема 3 победи, а междувременно кара и във Формула Атлантик в Квебек
- 1993 – участва отново във Формула Атлантик, завоюва 5 победи и е обявен за новобранец на годината
- 1994 — първият му сезон в Индикар, по време на който печели 2-ро място на легендарното състезание Инди 500, а също взема и победа; обявен е за новобранец на годината
- 1995 – става най-младият шампион на Индикар с общ актив от 4 победи като една от тях е на Инди 500

## Формула 1

### Уилямс

#### 1996
Дебютът му във Формула 1 е в Гран При на Австралия през 1996 с отбора на Уилямс. В края на сезона е вицешампион с 4 победи.

#### 1997
През 1997 той печели шампионската титла в оспорвана борба с германския пилот Михаел Шумахер, която се разрешава в последния старт на пистата Херес. Шумахер удря Вилньов, докато той прави опит да го изпревари, но отпадналият е Шумахер, а Жак продължава, за да финишира 3-ти и да спечели шампионата.

#### 1998
През 1998 настъпват някои сериозни промени в отбора, а една от тях е оттеглянето на френския доставчик на двигатели Рено, което довежда до сериозни проблеми в Уилямс и резултатът е слабото представяне на двамата пилоти. Единственото по-сериозно постижение на Жак през тази година е 4-тото му място в Сан Марино.

### БАР

#### 1999
1999 г. донася промяна, тъй като Вилньов се мести в отбора, създаден от мениджъра му Крейг Полок — БАР или Бритиш Американ Рейсинг. Първият сезон на тима обаче се оказва разочароващ, тъй като изграденият с толкова солидни средства и многообещаващ екип не печели нито една точка.

#### 2000
През 2000 г. най-после идват първите резултати, но развитието на болида далеч не е според очакваното и с БАР Жак така и не успява да се завърне на челото на колоната, където феновете му са свикнали да го виждат.

#### 2003
С идването на Дейвид Ричардс, който заменя Полок на шефското място, атмосферата в отбора вече не е същата за Вилньов и в края на сезон 2003 той напуска Формула 1, като дори не взема участие в последния старт от годината — Гран При на Япония на пистата Судзука. През 2004 г. Жак не се състезава, но не спира да търси начини, за да се върне във Формула 1.

### Рено
Усилията му дават резултат и той заема мястото на Ярно Трули в Рено като съотборник на Фернандо Алонсо. Въпреки дадения му шанс обаче, той не успявя да спечели точки, които са така необходими на френския отбор в пряката му борба за 2-рото място в шампионата с БАР.

### Заубер
Подписан е двегодишен договор между канадеца и отбора на Заубер. През първата година най-добрият му резултат е четвъртото място в Гран При на Сан Марино, но все пак той успява да вземе, макар и малка, преднина пред младия си съотборник Фелипе Маса. Отборът на Заубер обаче е продаден и негов собственик става БМВ. Мястото на Вилньов е несигурно, но все пак новите собственици решават да го оставят да кара за отбора до изтичане на договора му. Така през сезон 2006 Жак има за съотборник Ник Хайдфелд. Последното състезание в кариерата на Вилньов се оказва Гран при на Германия, когато канадецът катастрофира. За следващия старт в Унгария е обявено, че на негово място ще кара тест пилотът на тима Роберт Кубица.
Това може би е окончателния край на кариерата на Жак Вилньов във Формула 1, но неговото име се спряга относно участие в американските серии НАСКАР, където се състезава и друг бивш пилот от Формула 1 — Хуан Пабло Монтоя.